# Echipa națională de handbal feminin a Austriei
Echipa feminină de handbal a Austriei este echipa națională care reprezintă Austria în competițiile interțări oficiale sau amicale de handbal feminin. Echipa este guvernată de Federația Austriacă de Handbal.

## Rezultate la Jocurile Olimpice
- Beijing 2008: Nu s-a calificat
- Atena 2004: Nu s-a calificat
- Sydney 2000: Locul 5
- Atlanta 1996: Nu s-a calificat
- Barcelona 1992: Locul 5
- Los Angeles 1984: Locul 6

## Rezultate la Campionatul Mondial
- 2009: Locul 10
- 2007: Locul 16
- 2005: Locul 13
- 2003: Locul 11
- 2001: Locul 7
- 1999:  Medalie de bronz
- 1997: Locul 11
- 1995: Locul 8
- 1993: Locul 8
- 1990: Locul 5
- 1986: Locul 12
- 1957: Locul 6

## Rezultate la Campionatul European
- 2008: Locul 11
- 2006: Locul 10
- 2004: Locul 10
- 2002: Locul 9
- 2000: Locul 12
- 1998: Locul 4
- 1996:  Medalie de bronz
- 1994: Locul 9

## Echipa curentă
| Nr | Nume                 | Post                | Înălțime | Greutate | Data nașterii      | Echipă                 | MJ1) | Goluri1) |
| -- | -------------------- | ------------------- | -------- | -------- | ------------------ | ---------------------- | ---- | -------- |
| 1  | Verena Flöck         | Portar              | 1.81 m   | 71 kg    | 29 iunie 1992      | DJK/MJC Trier          | 18   | 0        |
| 2  | Viktoria Mauler      | Extremă stânga      | 1.63 m   | 49 kg    | 23 august 1993     | Hypo Niederösterreich  | 9    | 6        |
| 3  | Stefanie Kaiser      | Intermediar         | 1.81 m   | 76 kg    | 31 octombrie 1992  | Hypo Niederösterreich  | 30   | 42       |
| 4  | Beate Scheffknecht   | Intermediar         | 1.78 m   | 70 kg    | 27 februarie 1990  | FA Göppingen           | 58   | 177      |
| 5  | Sonja Frey           | Extremă stânga      | 1.69 m   | 57 kg    | 22 aprilie 1993    | Thüringer HC           | 42   | 148      |
| 6  | Karla Ivankok        | Intermediar         | 1.82 m   | 79 kg    | 4 noiembrie 1992   | Hypo Niederösterreich  | 23   | 8        |
| 7  | Carina Stockhammer   | Intermediar dreapta | 1.73 m   | 64 kg    | 2 ianuarie 1991    | McDonalds Wr. Neustadt | 7    | 0        |
| 8  | Martina Goricanec    | Intermediar stânga  | 1.80 m   | 75 kg    | 19 septembrie 1993 | Hypo Niederösterreich  | 29   | 41       |
| 9  | Laura Magelinskas    | Coordonator         | 1.80 m   | 73 kg    | 23 septembrie 1989 | Bensheim Auerbach      | 103  | 231      |
| 10 | Mirela Dedić         | Extremă stânga      | 1.69 m   | 69 kg    | 15 decembrie 1991  | Hypo Niederösterreich  | 8    | 7        |
| 12 | Natascha Schilk      | Portar              | 1.66 m   | 62 kg    | 6 iulie 1989       | SG BBM Bietigheim      | 78   | 0        |
| 13 | Christina Belik      | Extremă stânga      | 1.63 m   | 49 kg    | 30 aprilie 1994    | Hypo Niederösterreich  | 6    | 0        |
| 14 | Nina Stumvoll        | Coordonator         | 1.74 m   | 64 kg    | 16 iunie 1989      | Hypo Niederösterreich  | 93   | 92       |
| 16 | Petra Blazek         | Portar              | 1.82 m   | 66 kg    | 15 iunie 1987      | Hypo Niederösterreich  | 133  | 0        |
| 17 | Julia Mauler         | Extremă stânga      | 1.70 m   | 57 kg    | 18 februarie 1992  | Hypo Niederösterreich  | 13   | 2        |
| 18 | Romana Grausenburger | Extremă dreapta     | 1.75 m   | 70 kg    | 14 noiembrie 1989  | Bad Wildungen Vipers   | 40   | 53       |
| 19 | Katrin Engel         | Intermediar dreapta | 1.72 m   | 71 kg    | 2 mai 1984         | Thüringer HC           | 176  | 792      |
| 21 | Melanie Herrmann     | Portar              | 1.80 m   | 80 kg    | 3 august 1989      | FHC Frankfurt Oder     | 13   | 0        |
| 77 | Gorica Aćimović      | Inter stânga        | 1.85 m   | 70 kg    | 28 februarie 1985  | Hypo Niederösterreich  | 38   | 188      |

- 1) Statistică până la data de 1 decembrie 2013[2]

### Conducerea tehnică
| Poziție            | Nume                    |
| ------------------ | ----------------------- |
| Antrenor principal | Herbert Müller          |
| Antrenor secund    | Mihály Gódor            |
| Manager de echipă  | Bernd Rabenseifner      |
| Medici             | Marcus Hofbauer         |
| Medici             | Steven Moayad           |
| Fizioterapeuți     | Jürgen Nagl             |
| Fizioterapeuți     | Christina Nikolov-Pires |
| Secretar de presă  | Sabine Blattner         |

## Foste jucătoare notabile
- Tatjana Logvin
- Gabriela Rotiș Nagy
- Stephanie Subke
- Ausra Fridrikas
- Jasna Kolar-Merdan
- Stanka Božović
- Iris Morhammer
- Laura Fritz
- Natașa Rusnacenko
- Monika Königshofer
- Stephanie Ofenböck
- Sorina Teodorović

## Statistici
| Clasament | Nume               | Selecții |
| --------- | ------------------ | -------- |
| 1         | Barbara Strass     | 272      |
| 2         | Natașa Rusnacenko  | 255      |
| 3         | Iris Morhammer     | 237      |
| 4         | Karin Prokop       | 229      |
| 5         | Stanka Božović     | 220      |
| 6         | Stephanie Subke    | 200      |
| 7         | Jadranka Jež       | 189      |
| 8         | Susi Unger         | 174      |
| 9         | Sylvia Steinbauer  | 166      |
| 10        | Jasna Kolar-Merdan | 163      |

| Clasament | Nume                       | Goluri |
| --------- | -------------------------- | ------ |
| 1         | Jasna Kolar-Merdan         | 1206   |
| 2         | Ausra Fridrikas            | 1059   |
| 3         | Stanka Božović             | 910    |
| 4         | Tanja Logvin               | 820    |
| 5         | Stephanie Subke            | 700    |
| 6         | Iris Morhammer             | 663    |
| 7         | Katrin Engel               | 603    |
| 8         | Barbara Strass             | 570    |
| 9         | Sorina Teodorović          | 501    |
| 10        | Milena Gschiessl-Foltýnová | 476    |